# Marcus Stone
Pour les articles homonymes, voir Stone.
Marcus Stone (4 juillet 1840 – 24 mars 1921), est un peintre anglais de renom, qui bénéficie des cours de son père Frank Stone, ancien élève de l'Académie royale, où il commence à exposer avant l'âge de dix-huit ans. En 1842, avec Notes américaines, puis plus tard dans La Maison d'Âpre-Vent, L'Histoire de l'Angleterre pour les enfants (A Child's History of England), publié par Bradbury and Evans en 1854, et L'Ami commun, il devient l'illustrateur préféré de Charles Dickens qui le considère comme un fils, et d'Anthony Trollope dans, par exemple, Il savait qu'il avait raison (He Knew He Was Right).

## Carrière
Il est élu associé de l'Académie en 1877, puis académicien en 1887. Si ses premières œuvres se caractérisent par nombre de détails historiques, il préfère plus tard un style délicat, unissant, avec une parfaite maîtrise technique, le charme au sentiment.
L'un de ses tableaux est exposé à la Tate Gallery. La plupart de ses œuvres ont été gravées, et tout au long de sa carrière, Marcus Stone reçoit de nombreuses médailles.

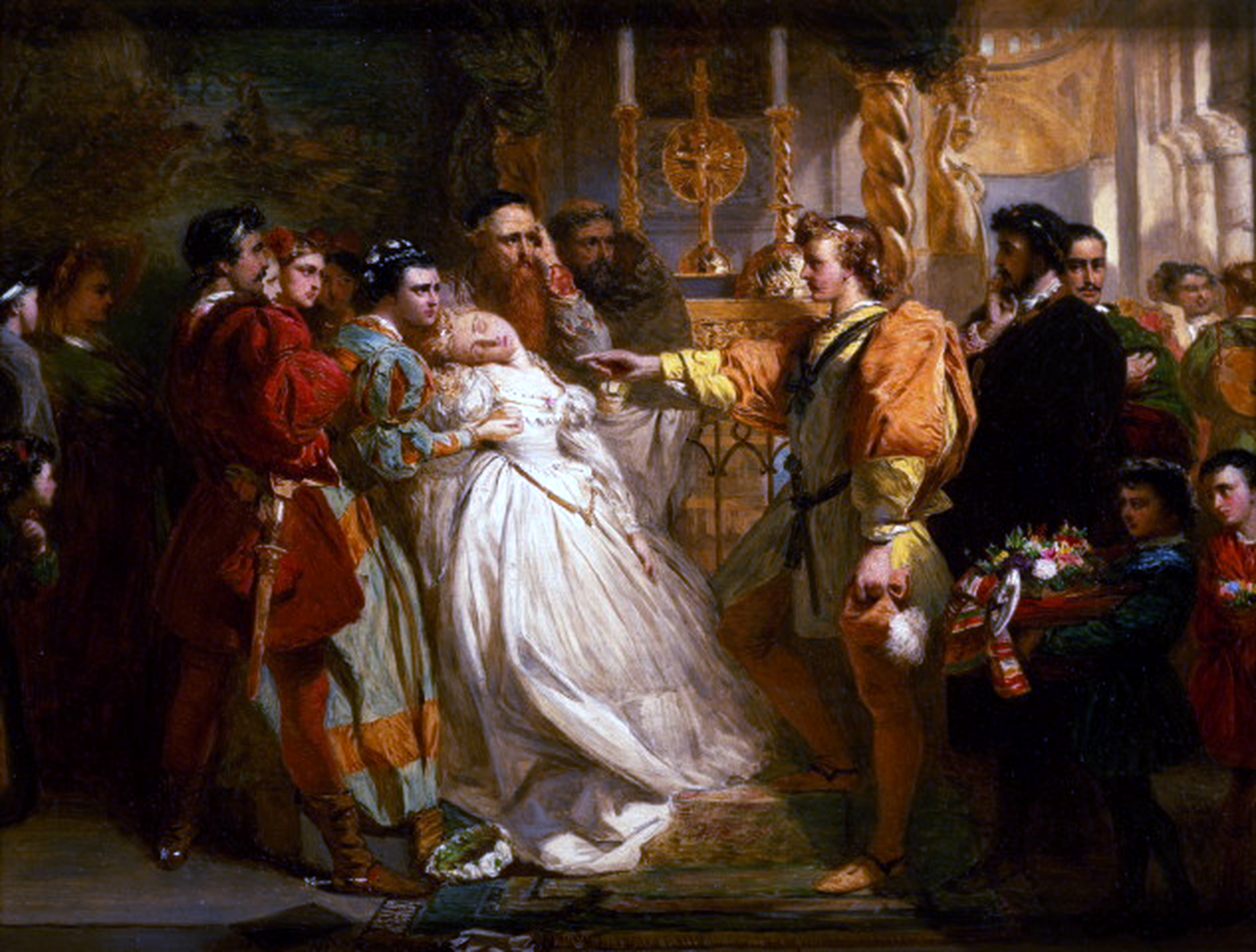
Claudio, trompé par Don John, accuse Hero  Beaucoup de bruit pour rien, IV, 1, par Marcus Stone.
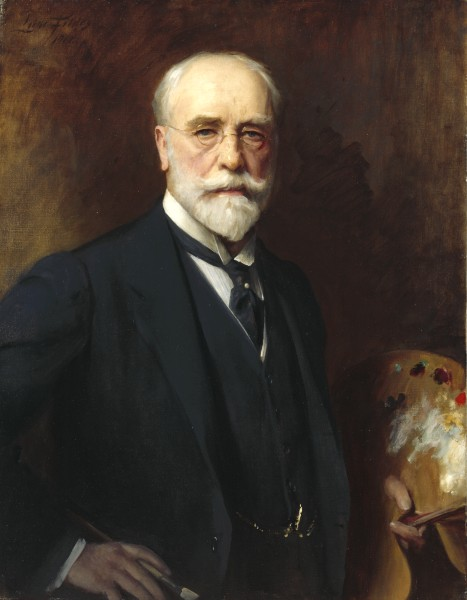
Sir Luke Fildes en 1911.
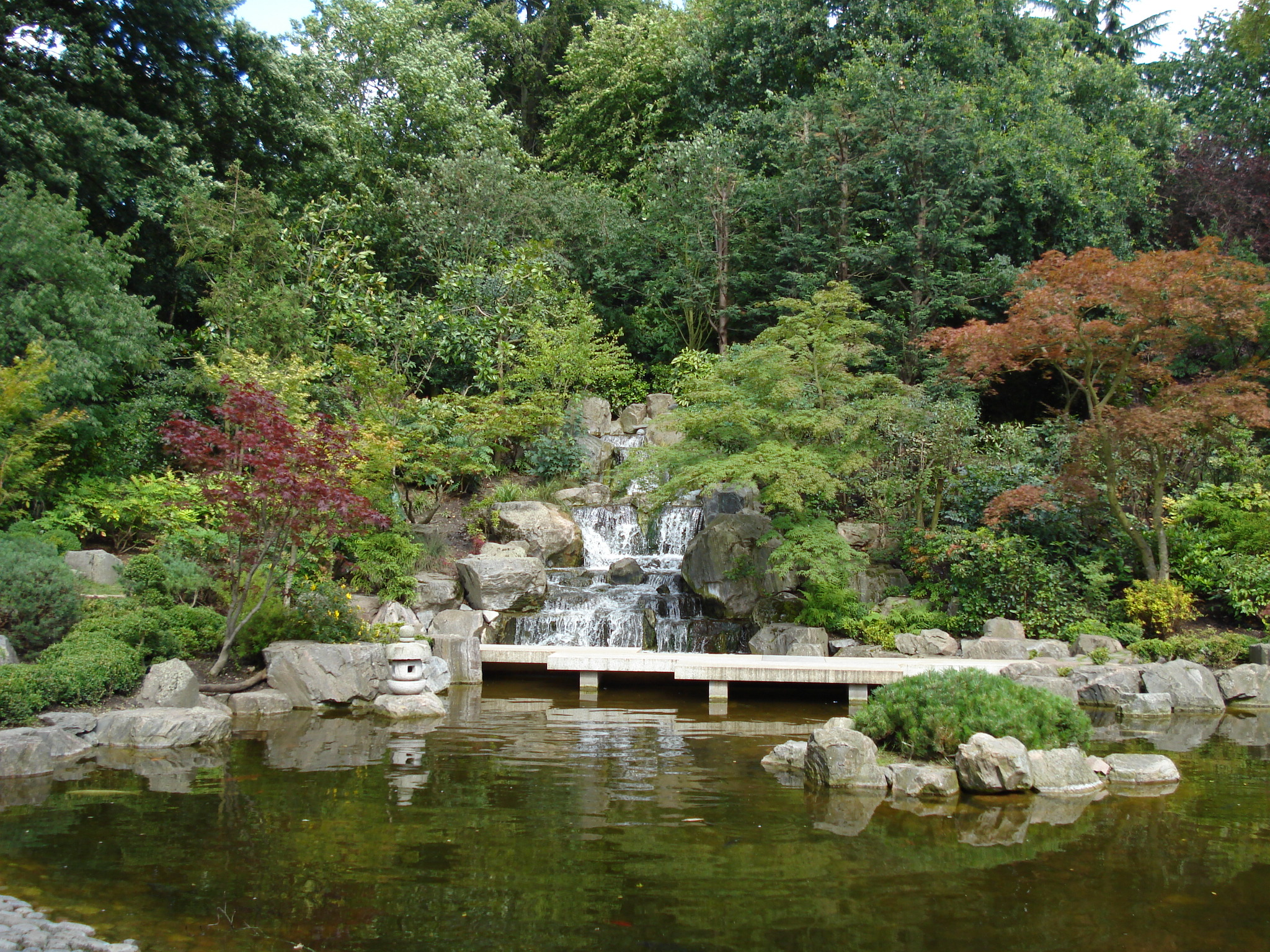
Holland Park, la cascade et le bassin.
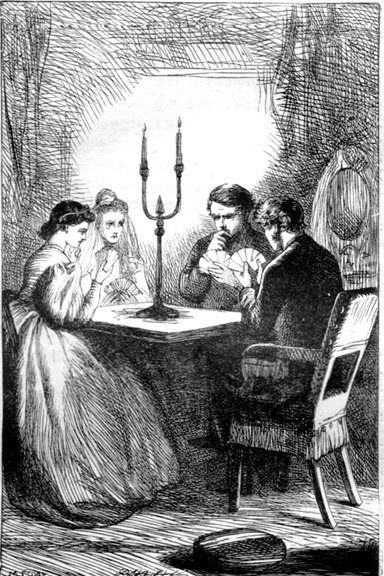
Partie de whist chez Miss Havisham, par Marcus Stone.
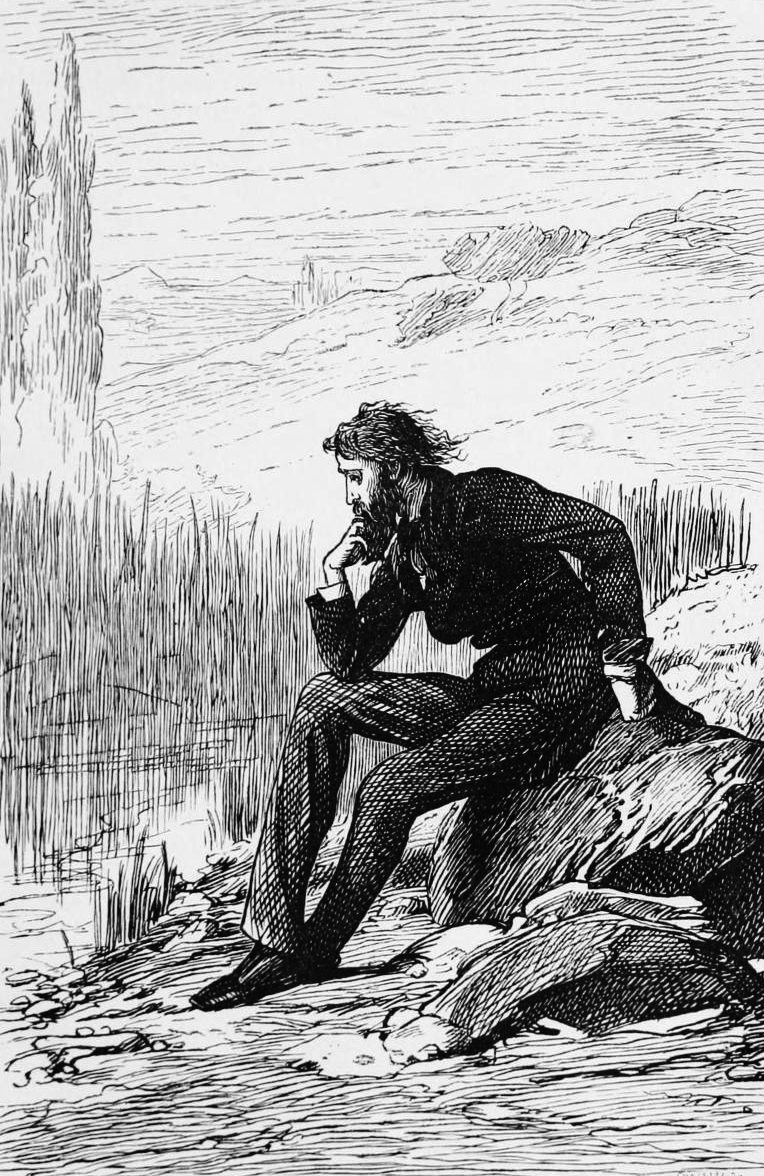
Illustration de Marcus Stone pour Il savait qu'il avait raison.

Marcus Stone et son confrère Luke Fildes ont tous les deux résidé dans Melbury Road, Holland Park, Kensington et Chelsea, dans des maisons conçues par l'architecte Richard Norman Shaw. Une plaque de couleur bleue commémore la présence de Stone au n° 8 de Melbury Road.

## Autre source
- (en) Cet article est partiellement ou en totalité issu de l’article de Wikipédia en anglais intitulé « Marcus Stone » (voir la liste des auteurs).